# データ中心アプローチ
データ中心アプローチ（データちゅうしんアプローチ、英: data oriented approach, DOA）は日本で生まれたソフトウェア工学上の業務分析･業務設計手法の総称。アメリカでは英: information engineering, IE または英: data-centric engineering, DCE と呼ぶ。
この用語は、(堀内一 1988)が初出だといわれる。 

## 概要
1975年に開催された第1回VLDB（Very Large Data Base (英語版) ）国際会議においてピーター・チェンが実体関連図（英: entity-relationship diagram, ERD）を発表した。偶然にも同じ学会で、椿正明と穂鷹良介がTHモデル（椿・穂鷹モデル）を発表した。このTHモデルが日本のDOAの発祥である。
ERDはエンティティ(実体：Entity (英語版) )とリレーションシップ（英: Relationship (英語版) ）の二元論だが、THモデルは参照キー（関係データベースの外部キー）の関数従属性だけで表現する一元論である。
THモデルの継承ではないが、同時発生的に佐藤正美のT字形ER手法（現在ではTMと称する）や、渡辺幸三の三要素分析法など独自に進化した手法が日本で生まれた。それらを総称してDOAと呼んでいる。それぞれ手順や記述法すら大きく異なるが、1つ共通なのは、「関数従属性」を重要視していることである。その1点で、ERDとは大きく異なる。